# Боет

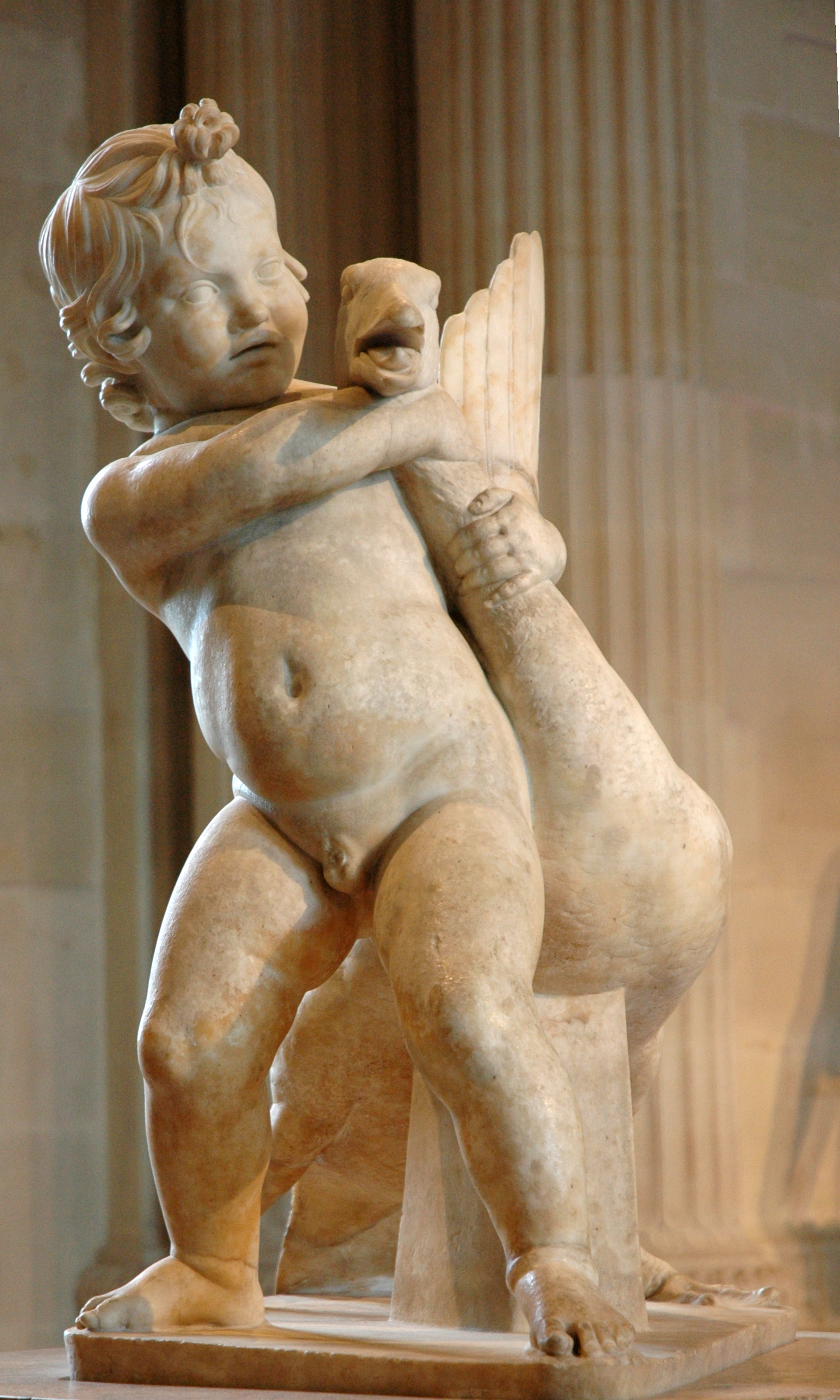
Работа Боета — Мальчик с гусем. Лувр. Франция

Боет (греч. Βόηθος) — древнегреческий скульптор и художник III—II вв. до н. э.. Известен своими изображениями детей.

## Биография
Родился в древнем городе Халкидон в семье скульптора Атанайона. Первые знания по созданию скульптур получил от отца. Вскоре становится достаточно известным в эллинском мире и получает заказы отовсюду. Много путешествует. О личной жизни Боета нет сведений. Расцвет его творчества приходит на 220—160 годы до н. э. В это время он производит заказ для афинянин, Родоса, богатых и властных господ. Боет за свои успехи стал почетным гражданином Родоса.
Самыми любимыми материалами Боета были — мрамор и бронза. Согласно Плинию, так же работал с серебром. К сожалению, оригиналов этих работ сохранилось мало. Кроме скульптуры Боет занимался живописью.

## Произведения
- Скульптуры:
  - Две базы неизвестных статуй в Афинах и на о. Родос.
  - Антиох IV Епифан, царь Сирии
  - Мальчик с гусем.
- Серебряный поднос
- Художественные работы:
  - Филоктет (мифологический герой из «Илиады»).